# Фінікс (Орегон)
Фінікс (англ. Phoenix) — місто (англ. city) в США, в окрузі Джексон штату Орегон. Населення — 4475 осіб (2020).

## Географія
Фінікс розташований за координатами 42°16′29″ пн. ш. 122°48′55″ зх. д. / 42.27472° пн. ш. 122.81528° зх. д. (42.274822, -122.815168).  За даними Бюро перепису населення США в 2010 році місто мало площу 3,72 км², уся площа — суходіл.

### Клімат
| Клімат : Фінікс                                          | Клімат : Фінікс | Клімат : Фінікс | Клімат : Фінікс | Клімат : Фінікс | Клімат : Фінікс | Клімат : Фінікс | Клімат : Фінікс | Клімат : Фінікс | Клімат : Фінікс | Клімат : Фінікс | Клімат : Фінікс | Клімат : Фінікс | Клімат : Фінікс |
| Показник                                                 | Січ.            | Лют.            | Бер.            | Квіт.           | Трав.           | Черв.           | Лип.            | Серп.           | Вер.            | Жовт.           | Лист.           | Груд.           | Рік             |
| Абсолютний максимум, °C                                  | 21,1            | 25,0            | 27,2            | 33,9            | 36,7            | 41,7            | 42,8            | 45,0            | 41,1            | 35,0            | 24,4            | 20,0            | 45,0            |
| Середній максимум, °C                                    | 10,0            | 13,3            | 16,7            | 19,4            | 24,4            | 28,3            | 33,9            | 33,3            | 30,6            | 22,8            | 13,3            | 8,9             | 21,1            |
| Середній мінімум, °C                                     | −0,6            | 0,6             | 1,7             | 3,9             | 7,2             | 10,0            | 13,9            | 13,3            | 9,4             | 4,4             | 1,7             | −0,6            | 5,6             |
| Абсолютний мінімум, °C                                   | −18,3           | −18,3           | −11,7           | −5,6            | −3,9            | −2,8            | 1,7             | 2,8             | −3,3            | −8,3            | −12,8           | −22,2           | −22,2           |
| Норма опадів, мм                                         | 70              | 59              | 57              | 41              | 36              | 20              | 13              | 14              | 24              | 38              | 81              | 83              | 536             |
| -------------------------------------------------------- | --------------- | --------------- | --------------- | --------------- | --------------- | --------------- | --------------- | --------------- | --------------- | --------------- | --------------- | --------------- | --------------- |
| Джерело: Intellicast (records and precipitation totals): |                 |                 |                 |                 |                 |                 |                 |                 |                 |                 |                 |                 |                 |

## Демографія
Згідно з переписом 2010 року, у місті мешкало 4538 осіб у 2001 домогосподарстві у складі 1178 родин. Густота населення становила 1220 осіб/км².  Було 2149 помешкань (578/км²).
Расовий склад населення:
| - 84,0 % — білих - 1,5 % — корінних американців - 1,3 % — азіатів - 0,9 % — чорних або афроамериканців - 0,2 % — вихідців з тихоокеанських островів - 7,9 % — осіб інших рас |

До двох чи більше рас належало 4,3 %. Частка іспаномовних становила 15,8 % від усіх жителів.
За віковим діапазоном населення розподілялося таким чином: 20,7 % — особи молодші 18 років, 57,3 % — особи у віці 18—64 років, 22,0 % — особи у віці 65 років та старші. Медіана віку мешканця становила 44,0 року. На 100 осіб жіночої статі у місті припадало 88,3 чоловіків;  на 100 жінок у віці від 18 років та старших — 85,6 чоловіків також старших 18 років.
Середній дохід на одне домашнє господарство  становив 44 257 доларів США (медіана — 32 035), а середній дохід на одну сім'ю — 61 617 доларів (медіана — 47 500). За межею бідності перебувало 25,8 % осіб, у тому числі 31,1 % дітей у віці до 18 років та 6,0 % осіб у віці 65 років та старших.
Цивільне працевлаштоване населення становило 1741 осіб. Основні галузі зайнятості: освіта, охорона здоров'я та соціальна допомога — 22,6 %, роздрібна торгівля — 14,5 %, науковці, спеціалісти, менеджери — 14,2 %.